# Noceto

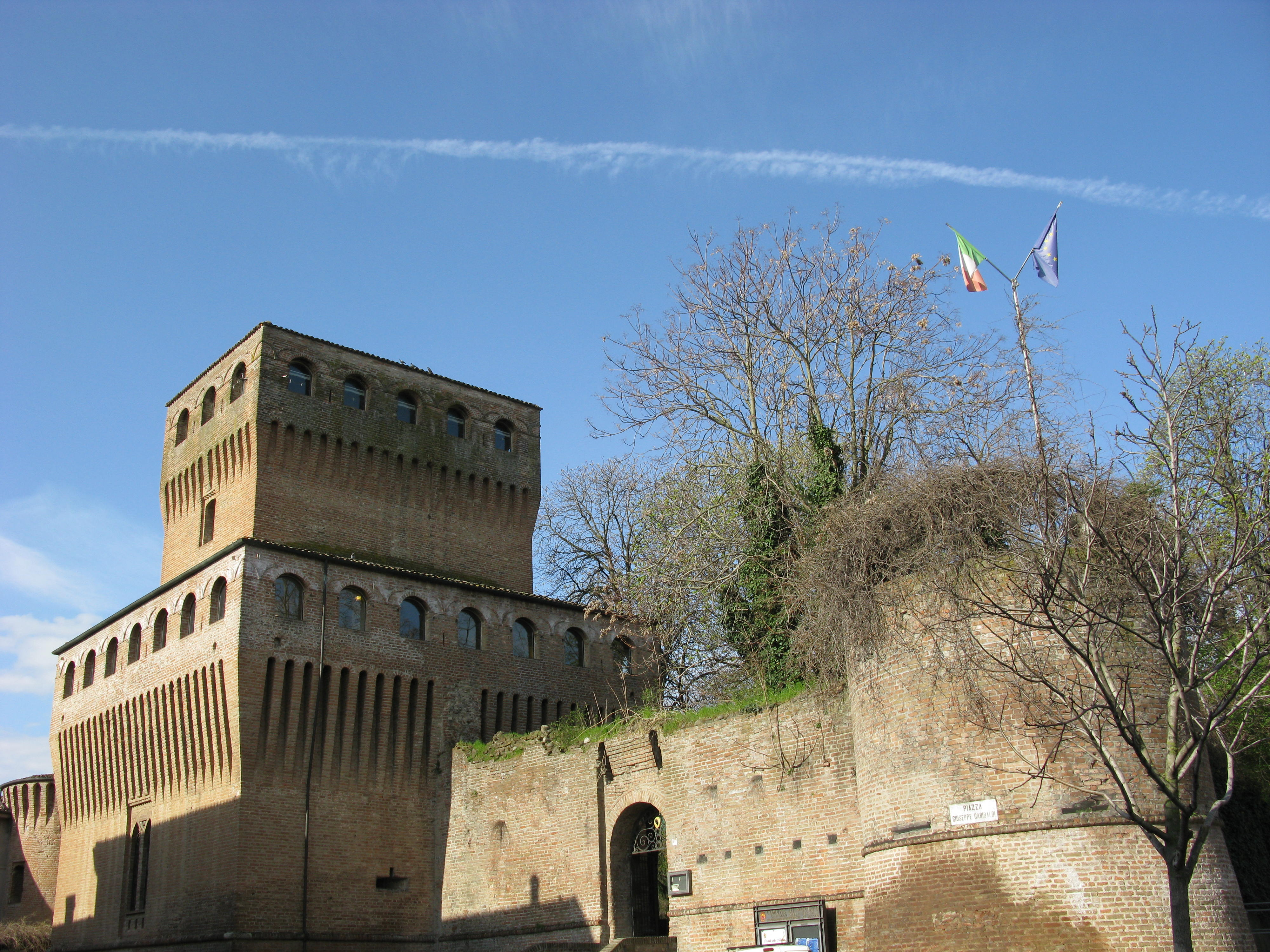
Befestigungsanlage von Noceto

Noceto ist eine italienische Gemeinde (comune) mit 13.306 Einwohnern (Stand 31. Dezember 2023) in der Provinz Parma in der Emilia-Romagna. Die Gemeinde liegt etwa 11 Kilometer westlich von Parma am Taro. Östlich der Gemeinde liegt der Parco Fluviale Regionale del Taro.

## Sport
Der Rugby Noceto Football Club ist ein erfolgreicher Rugby-Verein und spielt in der höchsten italienischen Liga.

## Gemeindepartnerschaften
Noceto unterhält eine Partnerschaft mit der US-amerikanischen Stadt Walnut Creek in Kalifornien (seit 1987), mit der französischen Gemeinde Noyers-sur-Serein im Département Yonne (seit 1990) und mit der moldawischen Stadt Cricova in der Munizip Chișinău (seit 2000).

## Verkehr
Parallel zum Flussverlauf des Taro verläuft hier die Autostrada A15 von Parma Richtung Toskana zum Golf von Genua. Die Gemeinde durchquert in West-Ost-Richtung die Staatsstraße 9, die dem früheren Verlauf der Via Aemilia nachempfunden ist. An der Bahnstrecke Fidenza-Fornovo di Taro besteht ein Bahnhof.